# Jean Chabbert
Pour les articles homonymes, voir Chabbert.
Jean Chabbert, né le 31 décembre 1920 à Castres et mort le 20 septembre 2016, est un évêque catholique français, franciscain et archevêque émérite de Perpignan de 1996 à sa mort.

## Repères biographiques
Entré dans l'ordre des franciscains, Jean Berchmans Marcel Yves Marie Bernard Henri Chabbert est ordonné prêtre le 29 juin 1947 à Castres.
Nommé archevêque coadjuteur de Rabat au Maroc le 13 avril 1967 par le pape Paul VI, il est consacré le 7 juillet 1967 par le cardinal Louis Guyot et succède à un autre franciscain, Louis-Amédée Lefèvre, à la mort de ce dernier, le 15 janvier 1968.
Le 17 juillet 1982, il est nommé à la tête du diocèse de Perpignan, gardant à titre personnel le titre d'archevêque. Il assume cette charge jusqu'au 16 janvier 1996, date à laquelle il se retire, ayant atteint l'âge de 75 ans.
Mort le 20 septembre 2016, il est inhumé le 24 septembre suivant dans le caveau des évêques de la cathédrale Saint-Jean-Baptiste de Perpignan.